# Ludolf von Spiegel zum Desenberg
Ludolf von Spiegel zum Desenberg (* um 1300 auf Burg Desenberg; † vor 25. Mai 1352) entstammte dem Adelsgeschlecht derer von Spiegel und war ein Sohn von Gerhard II. von Spiegel zum Desenberg und Agnes von Schönenberg.
1338 verzichteten er und seine Brüder Eckbert III. und Conrad I. zugunsten des Busdorfstifts in Paderborn auf ihre Eigentumsrechte an den Gütern in Ahden.

## Ehe und Kinder
Er heiratete Jutta Schenk zu Schweinsberg.
- Hille (Hilla) (* um 1338)
- Conrad II. von Spiegel zum Desenberg
- Heinrich von Spiegel zum Desenberg
- Hermann V. von Spiegel zum Desenberg